# Parque Estadual do Rio Preto
O Parque Estadual Serra do Rio Preto está localizado no município de São Gonçalo do Rio Preto, inserido no complexo da Serra do Espinhaço, Minas Gerais, Brasil.

## História
Criado em 27 de setembro de 1993 pela Lei 11.172 e pelos decretos 35.611 de 1 de junho de 1994 e 44.175 de 20 de dezembro de 2005.

## Turismo
O Parque é aberto a visitações com diversas trilhas. Ele também abriga o marco zero da Estrada Real e integra o Circuito Turístico dos Diamantes.